# ألان مورغان (قسيس)
ألان مورغان (بالإنجليزية: Alan Morgan)‏ هو قسيس بريطاني، ولد في 22 يونيو 1940، وتوفي في 24 أكتوبر 2011.